# Friedrich Barnewitz

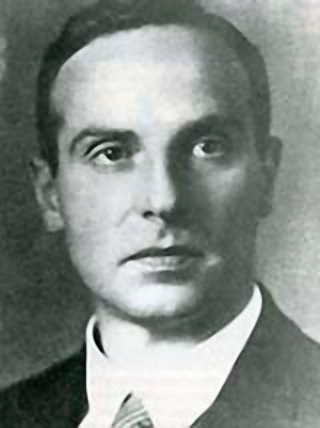
Friedrich Barnewitz

Friedrich Paul Karl Barnewitz (* 28. März 1889 in Neudeck (Schlesien); † 7. Februar 1948 in Berlin) war ein deutscher Archivar und Heimatforscher.

## Leben
Friedrich Barnewitz wurde als Sohn eines Generaldirektors geboren. Er erhielt von 1895 bis 1898 Privatunterricht und besuchte anschließend bis 1902 das Bismarck-Gymnasium in Wilmersdorf. Von 1903 bis 1906 folgte eine Ausbildung am Pädagogium in Lankwitz und am Königlichen Gymnasium in Weilburg. Von 1906 bis 1910 studierte Barnewitz Jura in Berlin und Lausanne. 1911 promovierte er in Leipzig. Reisen führten ihn nach Skandinavien, Belgien und Holland, hier betrieb er historische, geographische und volkskundliche Studien. Eine weitere Promotion folgte 1916 in Gießen. Er war bis 1945 als Sachbearbeiter und Archivar der Reichsstelle Chemie in Berlin tätig.
Friedrich Barnewitz starb 1948 im Alter von 58 Jahren in Berlin. Beigesetzt wurde er auf dem Kaiser-Wilhelm-Gedächtnis-Friedhof in Westend. Das Grab ist nicht erhalten.

## Wirken in Warnemünde
Friedrich Barnewitz war Gründungsmitglied des Heimatmuseums Warnemünde und Vorstandsmitglied des dortigen Museumsvereins. Er hielt 1914 in Warnemünde den
Vortrag Zum Besten des Warnemünder Museums, spendete auch selbst Gegenstände und beteiligte sich 1932/33 an der Einrichtung des neuen Museumsgebäudes in der Alexandrinenstraße. Bei der  feierlichen Eröffnung 1933 war er zugegen. 1919 wurde er Mitglied des Vereins für mecklenburgische Geschichte und
Altertumskunde. Der Plattdeutsche Verein in Warnemünde wählte ihn zum Ehrenmitglied.

## Werke
- 1911: Das Wesen der schwedischnorwegischen Union und ihre Auflösung im Jahre 1905 (Dissertation)
- 1916: Beiträge zur Geschichte des Hafenorts Warnemünde: Dissertation zur Erlangung der Doktorwürde bei der Philosophischen Fakultät der Grossherzoglich Hessischen Ludwigs-Universität zu Giessen. Münchow'sche Hof und Universitäts-Druckerei (uni-rostock.de).
- 1919: Die Geschichte des Hafenortes Warnemünde